# Unione Sportiva Salernitana 1972-1973
Questa pagina raccoglie i dati riguardanti l'Unione Sportiva Salernitana nelle competizioni ufficiali della stagione 1972-1973.

## Stagione
Il presidente per la stagione 1972-73 è Amerigo Vessa che svolge il ruolo di commissario straordinario e subito è alla ricerca di un socio che gli dia supporto economico. Inizialmente la figura affiancata al presidente è Tardugno, che tuttavia dopo soli tre mesi lascia, costringendo la società in una precaria situazione finanziaria.
Il tecnico Giancarlo Vitali, inizialmente confermato, all'inizio del campionato si dimette per incomprensioni col presidente.
I campani chiudono quinti grazie al contributo di gol di Aldo Busilacchi, proveniente dal Pisa, e del giovane Antonio Capone che per la prima volta si mette in luce con la maglia della squadra della sua città.
Per la prima volta si disputa la Coppa Italia Serie C, con la Salernitana che si blocca nella prima fase, quella a gironi, in quanto si piazza seconda nel proprio girone e non si qualifica per i sedicesimi di finale.

## Divise
La maglia della Salernitana 1972-1973.
| Casa |

## Organigramma societario
Fonte
Area direttiva
- Presidente: Amerigo Vessa
- Segretario: Mario Lupo

Area tecnica
- Allenatore: Giancarlo Vitali, dal 14/09/1972 Nicola Chiricallo
- Allenatore in seconda: Mario Saracino
- Magazziniere: Pasquale Sammarco

Area sanitaria
- Medico Sociale: Bruno Tescione
- Massaggiatore: Bruno Carmando

## Rosa
Fonte
| N. |                   | Ruolo | Calciatore          |
| -- | ----------------- | ----- | ------------------- |
|    | Italia (bandiera) | P     | Mario Amata         |
|    | Italia (bandiera) | P     | Giuseppe Valsecchi  |
|    | Italia (bandiera) | D     | Dino Cerbarano      |
|    | Italia (bandiera) | D     | Franco Corigliano   |
|    | Italia (bandiera) | D     | Vincenzo Urbani     |
|    | Italia (bandiera) | D     | Gino Pigozzi        |
|    | Italia (bandiera) | D     | Francesco Pozzobon  |
|    | Italia (bandiera) | D     | Matteo Santucci     |
|    | Italia (bandiera) | D     | Nedo Sonetti        |
|    | Italia (bandiera) | D     | Francesco Stanzione |
|    | Italia (bandiera) | C     | Angelo Bamonte      |
|    | Italia (bandiera) | C     | Paolo Bassi         |
|    | Italia (bandiera) | C     | Francesco Coppola   |

| N. |                   | Ruolo | Calciatore       |
| -- | ----------------- | ----- | ---------------- |
|    | Italia (bandiera) | C     | Enrico Coscia    |
|    | Italia (bandiera) | C     | Luigi Di Giaimo  |
|    | Italia (bandiera) | C     | Domenico Masuzzo |
|    | Italia (bandiera) | C     | Giuseppe Peviani |
|    | Italia (bandiera) | C     | Egidio Sironi    |
|    | Italia (bandiera) | C     | Luciano Vatieri  |
|    | Italia (bandiera) | A     | Aldo Busilacchi  |
|    | Italia (bandiera) | A     | Antonio Capone   |
|    | Italia (bandiera) | A     | Lucio Lambiase   |
|    | Italia (bandiera) | A     | Vincenzo Lavino  |
|    | Italia (bandiera) | A     | Franco Pezzato   |
|    | Italia (bandiera) | A     | Gaetano Stellone |

## Risultati

### Serie C

#### Girone di andata
| Chieti 17 settembre 1972 1ª giornata            | Chieti    | 1 – 0 referto | Salernitana | Stadio Comunale |
| \| \| \| \| \| Cavicchia 59’ \| Marcatori \| \| |           |               |             |                 |
|                                                 |           |               |             |                 |
| Cavicchia 59’                                   | Marcatori |               |             |                 |

| Salerno 24 settembre 1972 2ª giornata | Salernitana | 0 – 0 referto | Trani | Stadio Donato Vestuti |

| Torre del Greco 1º ottobre 1972 3ª giornata  | Turris    | 0 – 1 referto | Salernitana | Stadio Amerigo Liguori |
| \| \| \| \| \| \| Marcatori \| 73’ Capone \| |           |               |             |                        |
|                                              |           |               |             |                        |
|                                              | Marcatori | 73’ Capone    |             |                        |

| Salerno 8 ottobre 1972 4ª giornata                                                   | Salernitana | 2 – 2 referto              | Barletta | Stadio Donato Vestuti |
| \| \| \| \| \| Vatieri 35’ Pezzato 85’ \| Marcatori \| 77’ Lobascio 87’ Colecchia \| |             |                            |          |                       |
|                                                                                      |             |                            |          |                       |
| Vatieri 35’ Pezzato 85’                                                              | Marcatori   | 77’ Lobascio 87’ Colecchia |          |                       |

| Avellino 15 ottobre 1972 5ª giornata                            | Avellino  | 3 – 0 referto | Salernitana | Stadio Comunale |
| \| \| \| \| \| Marchesi 26’ Pantani 53’, 75’ \| Marcatori \| \| |           |               |             |                 |
|                                                                 |           |               |             |                 |
| Marchesi 26’ Pantani 53’, 75’                                   | Marcatori |               |             |                 |

| Salerno 22 ottobre 1972 6ª giornata                      | Salernitana | 2 – 0 referto | Frosinone | Stadio Donato Vestuti |
| \| \| \| \| \| Pezzato 51’ Lavino 79’ \| Marcatori \| \| |             |               |           |                       |
|                                                          |             |               |           |                       |
| Pezzato 51’ Lavino 79’                                   | Marcatori   |               |           |                       |

| Crotone 29 ottobre 1972 7ª giornata | Crotone | 0 – 0 referto | Salernitana | Stadio Ezio Scida |

| Salerno 5 novembre 1972 8ª giornata              | Salernitana | 1 – 0 referto | Casertana | Stadio Donato Vestuti |
| \| \| \| \| \| Busilacchi 67’ \| Marcatori \| \| |             |               |           |                       |
|                                                  |             |               |           |                       |
| Busilacchi 67’                                   | Marcatori   |               |           |                       |

| Salerno 12 novembre 1972 9ª giornata                        | Salernitana | 2 – 0 referto | Potenza | Stadio Donato Vestuti |
| \| \| \| \| \| Busilacchi 46’ Capone 75’ \| Marcatori \| \| |             |               |         |                       |
|                                                             |             |               |         |                       |
| Busilacchi 46’ Capone 75’                                   | Marcatori   |               |         |                       |

| Matera 19 novembre 1972 10ª giornata          | Matera    | 1 – 0 referto | Salernitana | Stadio XXI Settembre |
| \| \| \| \| \| Chimenti 1’ \| Marcatori \| \| |           |               |             |                      |
|                                               |           |               |             |                      |
| Chimenti 1’                                   | Marcatori |               |             |                      |

| Salerno 26 novembre 1972 11ª giornata                                                                          | Salernitana | 3 – 3 referto                        | Lecce | Stadio Donato Vestuti |
| \| \| \| \| \| Pozzobon 63’ (rig.) Busilacchi 79’, 85’ \| Marcatori \| 15’ Carella 83’ Giagnoni 87’ Ferrari \| |             |                                      |       |                       |
| |             |                                      |       |                       |
| Pozzobon 63’ (rig.) Busilacchi 79’, 85’                                                                        | Marcatori   | 15’ Carella 83’ Giagnoni 87’ Ferrari |       |                       |

| Cosenza 3 dicembre 1972 12ª giornata                              | Cosenza   | 1 – 1 referto  | Salernitana | Stadio San Vito |
| \| \| \| \| \| Dalle Fratte 29’ \| Marcatori \| 78’ Busilacchi \| |           |                |             |                 |
|                                                                   |           |                |             |                 |
| Dalle Fratte 29’                                                  | Marcatori | 78’ Busilacchi |             |                 |

| Salerno 10 dicembre 1972 13ª giornata         | Salernitana | 1 – 0 referto | Trapani | Stadio Donato Vestuti |
| \| \| \| \| \| Masuzzo 76’ \| Marcatori \| \| |             |               |         |                       |
|                                               |             |               |         |                       |
| Masuzzo 76’                                   | Marcatori   |               |         |                       |

| Sorrento 17 dicembre 1972 14ª giornata | Sorrento | 0 – 0 referto | Salernitana | Stadio Italia |

| Milazzo 24 dicembre 1972 15ª giornata                     | Messina   | 0 – 2 Campo neutro referto | Salernitana |  |
| \| \| \| \| \| \| Marcatori \| 65’ Stellone 73’ Lavino \| |           |                            |             |  |
|                                                           |           |                            |             |  |
|                                                           | Marcatori | 65’ Stellone 73’ Lavino    |             |  |

| Salerno 7 gennaio 1973 16ª giornata | Salernitana | 0 – 0 referto | Acireale | Stadio Donato Vestuti |

| Siracusa 14 gennaio 1973 17ª giornata          | Siracusa  | 1 – 0 referto | Salernitana | Stadio Comunale |
| \| \| \| \| \| Vulpiani 36’ \| Marcatori \| \| |           |               |             |                 |
|                                                |           |               |             |                 |
| Vulpiani 36’                                   | Marcatori |               |             |                 |

| Salerno 21 gennaio 1973 18ª giornata          | Salernitana | 1 – 0 referto | Pro Vasto | Stadio Donato Vestuti |
| \| \| \| \| \| Vatieri 75’ \| Marcatori \| \| |             |               |           |                       |
|                                               |             |               |           |                       |
| Vatieri 75’                                   | Marcatori   |               |           |                       |

| Castellammare di Stabia 28 gennaio 1973 19ª giornata      | Juventus Stabia | 2 – 0 referto | Salernitana | Stadio San Marco |
| \| \| \| \| \| Pirone 39’ De Biase 88’ \| Marcatori \| \| |                 |               |             |                  |
|                                                           |                 |               |             |                  |
| Pirone 39’ De Biase 88’                                   | Marcatori       |               |             |                  |

#### Girone di ritorno
| Salerno 4 febbraio 1973 20ª giornata                                | Salernitana | 2 – 0 referto | Chieti | Stadio Donato Vestuti |
| \| \| \| \| \| Vatieri 64’ Busilacchi 73’ (rig.) \| Marcatori \| \| |             |               |        |                       |
|                                                                     |             |               |        |                       |
| Vatieri 64’ Busilacchi 73’ (rig.)                                   | Marcatori   |               |        |                       |

| Trani 11 febbraio 1973 21ª giornata                                               | Trani     | 2 – 2 referto     | Salernitana | Stadio comunale |
| \| \| \| \| \| Sorge 50’ (rig.) Barbieri 71’ \| Marcatori \| 20’, 30’ Santucci \| |           |                   |             |                 |
|                                                                                   |           |                   |             |                 |
| Sorge 50’ (rig.) Barbieri 71’                                                     | Marcatori | 20’, 30’ Santucci |             |                 |

| Salerno 18 febbraio 1973 22ª giornata                             | Salernitana | 1 – 1 referto       | Turris | Stadio Donato Vestuti |
| \| \| \| \| \| Coppola 54’ \| Marcatori \| 14’ (rig.) Arbitrio \| |             |                     |        |                       |
|                                                                   |             |                     |        |                       |
| Coppola 54’                                                       | Marcatori   | 14’ (rig.) Arbitrio |        |                       |

| Barletta 25 febbraio 1973 23ª giornata                                         | Barletta  | 2 – 2 referto       | Salernitana | Stadio Comunale |
| \| \| \| \| \| Cariati 29’ Lobascio 32’ \| Marcatori \| 67’, 86’ Busilacchi \| |           |                     |             |                 |
|                                                                                |           |                     |             |                 |
| Cariati 29’ Lobascio 32’                                                       | Marcatori | 67’, 86’ Busilacchi |             |                 |

| Salerno 11 marzo 1973 24ª giornata                  | Salernitana | 0 – 1 referto     | Avellino | Stadio Donato Vestuti |
| \| \| \| \| \| \| Marcatori \| 3’ (aut.) Coppola \| |             |                   |          |                       |
|                                                     |             |                   |          |                       |
|                                                     | Marcatori   | 3’ (aut.) Coppola |          |                       |

| Frosinone 18 marzo 1973 25ª giornata                                             | Frosinone | 3 – 0 referto | Salernitana | Stadio Matusa |
| \| \| \| \| \| Malvestiti 33’ (rig.) Brunello 65’, 80’ (rig.) \| Marcatori \| \| |           |               |             |               |
|                                                                                  |           |               |             |               |
| Malvestiti 33’ (rig.) Brunello 65’, 80’ (rig.)                                   | Marcatori |               |             |               |

| Salerno 25 marzo 1973 26ª giornata                                     | Salernitana | 3 – 0 referto | Crotone | Stadio Donato Vestuti |
| \| \| \| \| \| Busilacchi 20’ Capone 45’ Lavino 57’ \| Marcatori \| \| |             |               |         |                       |
|                                                                        |             |               |         |                       |
| Busilacchi 20’ Capone 45’ Lavino 57’                                   | Marcatori   |               |         |                       |

| Caserta 1º aprile 1973 27ª giornata              | Casertana | 0 – 1 referto  | Salernitana | Stadio Alberto Pinto |
| \| \| \| \| \| \| Marcatori \| 73’ Busilacchi \| |           |                |             |                      |
|                                                  |           |                |             |                      |
|                                                  | Marcatori | 73’ Busilacchi |             |                      |

| Potenza 8 aprile 1973 28ª giornata | Potenza | 0 – 0 referto | Salernitana | Stadio Alfredo Viviani |

| Salerno 15 aprile 1973 29ª giornata                    | Salernitana | 1 – 0 referto | Matera | Stadio Donato Vestuti |
| \| \| \| \| \| Busilacchi 9’ (rig.) \| Marcatori \| \| |             |               |        |                       |
|                                                        |             |               |        |                       |
| Busilacchi 9’ (rig.)                                   | Marcatori   |               |        |                       |

| Lecce 22 aprile 1973 30ª giornata             | Lecce     | 1 – 0 referto | Salernitana | Stadio Via del Mare |
| \| \| \| \| \| Ferrari 85’ \| Marcatori \| \| |           |               |             |                     |
|                                               |           |               |             |                     |
| Ferrari 85’                                   | Marcatori |               |             |                     |

| Salerno 29 aprile 1973 31ª giornata                          | Salernitana | 2 – 0 referto | Cosenza | Stadio Donato Vestuti |
| \| \| \| \| \| Coppola 25’ Busilacchi 87’ \| Marcatori \| \| |             |               |         |                       |
|                                                              |             |               |         |                       |
| Coppola 25’ Busilacchi 87’                                   | Marcatori   |               |         |                       |

| Trapani 6 maggio 1973 32ª giornata               | Trapani   | 1 – 0 referto | Salernitana | Stadio Polisportivo Provinciale |
| \| \| \| \| \| Sorrentino 54’ \| Marcatori \| \| |           |               |             |                                 |
|                                                  |           |               |             |                                 |
| Sorrentino 54’                                   | Marcatori |               |             |                                 |

| Salerno 12 maggio 1973 33ª giornata          | Salernitana | 1 – 0 referto | Sorrento | Stadio Donato Vestuti |
| \| \| \| \| \| Capone 58’ \| Marcatori \| \| |             |               |          |                       |
|                                              |             |               |          |                       |
| Capone 58’                                   | Marcatori   |               |          |                       |

| Salerno 20 maggio 1973 34ª giornata                                                                 | Salernitana | 3 – 3 referto                  | Messina | Stadio Donato Vestuti |
| \| \| \| \| \| Coppola 4’ Lavino 15’ Stellone 55’ \| Marcatori \| 14’ Di Giusto 17’, 38’ Ferrara \| |             |                                |         |                       |
| |             |                                |         |                       |
| Coppola 4’ Lavino 15’ Stellone 55’                                                                  | Marcatori   | 14’ Di Giusto 17’, 38’ Ferrara |         |                       |

| Acireale 27 maggio 1973 35ª giornata                      | Acireale  | 1 – 1 referto | Salernitana | Stadio Comunale |
| \| \| \| \| \| Stoppa 90’ \| Marcatori \| 59’ Santucci \| |           |               |             |                 |
|                                                           |           |               |             |                 |
| Stoppa 90’                                                | Marcatori | 59’ Santucci  |             |                 |

| Salerno 3 giugno 1973 36ª giornata                                   | Salernitana | 3 – 0 referto | Siracusa | Stadio Donato Vestuti |
| \| \| \| \| \| Corigliano 33’ Busilacchi 75’, 84’ \| Marcatori \| \| |             |               |          |                       |
|                                                                      |             |               |          |                       |
| Corigliano 33’ Busilacchi 75’, 84’                                   | Marcatori   |               |          |                       |

| Vasto 10 giugno 1973 37ª giornata | Pro Vasto | 0 – 0 referto | Salernitana | Stadio Aragona |

| Salerno 17 giugno 1973 38ª giornata                       | Salernitana | 1 – 1 referto | Juventus Stabia | Stadio Donato Vestuti |
| \| \| \| \| \| Capone 88’ \| Marcatori \| 89’ Morosini \| |             |               |                 |                       |
|                                                           |             |               |                 |                       |
| Capone 88’                                                | Marcatori   | 89’ Morosini  |                 |                       |

### Coppa Italia Semiprofessionisti

#### Fase a gironi
| Avellino 23 agosto 1972 1ª giornata                                | Avellino  | 2 – 0 referto | Salernitana | Stadio Comunale |
| \| \| \| \| \| Palazzese 32’ Pantani 49’ (rig.) \| Marcatori \| \| |           |               |             |                 |
|                                                                    |           |               |             |                 |
| Palazzese 32’ Pantani 49’ (rig.)                                   | Marcatori |               |             |                 |

| Salerno 30 agosto 1972 3ª giornata                       | Salernitana | 1 – 1 referto | Matera | Stadio Donato Vestuti |
| \| \| \| \| \| Stellone 69’ \| Marcatori \| 8’ Pinton \| |             |               |        |                       |
|                                                          |             |               |        |                       |
| Stellone 69’                                             | Marcatori   | 8’ Pinton     |        |                       |

| Salerno 3 settembre 1972 4ª giornata                  | Salernitana | 1 – 0 referto | Avellino | Stadio Donato Vestuti |
| \| \| \| \| \| Pozzobon 44’ (rig.) \| Marcatori \| \| |             |               |          |                       |
|                                                       |             |               |          |                       |
| Pozzobon 44’ (rig.)                                   | Marcatori   |               |          |                       |

| Matera 10 settembre 1972 6ª giornata                                   | Matera    | 2 – 2 referto    | Salernitana | Stadio XXI Settembre |
| \| \| \| \| \| Galati 4’ Pucci 24’ \| Marcatori \| 56’, 69’ Masuzzo \| |           |                  |             |                      |
|                                                                        |           |                  |             |                      |
| Galati 4’ Pucci 24’                                                    | Marcatori | 56’, 69’ Masuzzo |             |                      |

## Statistiche

### Statistiche di squadra
| Competizione                    | Punti | In casa | In casa | In casa | In casa | In casa | In casa | In trasferta | In trasferta | In trasferta | In trasferta | In trasferta | In trasferta | Totale | Totale | Totale | Totale | Totale | Totale | DR |
| Competizione                    | Punti | G       | V       | N       | P       | Gf      | Gs      | G            | V            | N            | P            | Gf           | Gs           | G      | V      | N      | P      | Gf     | Gs     | DR |
| ------------------------------- | ----- | ------- | ------- | ------- | ------- | ------- | ------- | ------------ | ------------ | ------------ | ------------ | ------------ | ------------ | ------ | ------ | ------ | ------ | ------ | ------ | -- |
| Serie C                         | 43    | 19      | 11      | 7       | 1       | 29      | 11      | 19           | 3            | 8            | 8            | 10           | 19           | 38     | 14     | 15     | 9      | 39     | 30     | +9 |
| Coppa Italia Semiprofessionisti | 4     | 2       | 1       | 1       | 0       | 2       | 1       | 2            | 0            | 1            | 1            | 2            | 4            | 4      | 1      | 2      | 1      | 4      | 5      | -1 |
| Totale                          | -     | 21      | 12      | 8       | 1       | 31      | 12      | 21           | 3            | 9            | 9            | 12           | 23           | 42     | 15     | 17     | 10     | 43     | 35     | +8 |

### Andamento in campionato
| Giornata  | 1 | 2 | 3 | 4 | 5 | 6 | 7 | 8 | 9 | 10 | 11 | 12 | 13 | 14 | 15 | 16 | 17 | 18 | 19 | 20 | 21 | 22 | 23 | 24 | 25 | 26 | 27 | 28 | 29 | 30 | 31 | 32 | 33 | 34 | 35 | 36 | 37 | 38 |
| --------- | - | - | - | - | - | - | - | - | - | -- | -- | -- | -- | -- | -- | -- | -- | -- | -- | -- | -- | -- | -- | -- | -- | -- | -- | -- | -- | -- | -- | -- | -- | -- | -- | -- | -- | -- |
| Luogo     | T | C | T | C | T | C | T | C | C | T  | C  | T  | C  | T  | N  | C  | T  | C  | T  | C  | T  | C  | T  | C  | T  | C  | T  | T  | C  | T  | C  | T  | C  | C  | T  | C  | T  | C  |
| Risultato | P | N | V | N | P | V | N | V | V | P  | N  | N  | V  | N  | V  | N  | P  | V  | P  | V  | N  | N  | N  | P  | P  | V  | V  | N  | V  | P  | V  | P  | V  | N  | N  | V  | N  | N  |

Legenda:

Luogo: N = Campo neutro; C = Casa; T = Trasferta. Risultato: V = Vittoria; N = Pareggio; P = Sconfitta.

### Statistiche dei giocatori
Fonte
| Giocatore     | Serie C  | Serie C | Serie C     | Serie C    | Coppa Italia Semiprofessionisti | Coppa Italia Semiprofessionisti | Coppa Italia Semiprofessionisti | Coppa Italia Semiprofessionisti | Totale   | Totale | Totale      | Totale     |
| Giocatore     | Presenze | Reti    | Ammonizioni | Espulsioni | Presenze                        | Reti                            | Ammonizioni                     | Espulsioni                      | Presenze | Reti   | Ammonizioni | Espulsioni |
| ------------- | -------- | ------- | ----------- | ---------- | ------------------------------- | ------------------------------- | ------------------------------- | ------------------------------- | -------- | ------ | ----------- | ---------- |
| M. Amata      | 5        | -3      | ?           | ?          | ?                               | -?                              | ?                               | ?                               | 5+       | -3+    | ?           | ?          |
| A. Bamonte    | 0        | 0       | 0           | 0          | ?                               | 0                               | ?                               | ?                               | 0+       | 0      | 0+          | 0+         |
| P. Bassi      | 37       | 0       | ?           | ?          | ?                               | 0                               | ?                               | ?                               | 37+      | 0      | ?           | ?          |
| A. Busilacchi | 29       | 14      | ?           | ?          | ?                               | 0                               | ?                               | ?                               | 29+      | 14     | ?           | ?          |
| A. Capone     | 31       | 5       | ?           | ?          | ?                               | 0                               | ?                               | ?                               | 31+      | 5      | ?           | ?          |
| D. Cerbarano  | 0        | 0       | 0           | 0          | ?                               | 0                               | ?                               | ?                               | 0+       | 0      | 0+          | 0+         |
| F. Coppola    | 23       | 3       | ?           | ?          | ?                               | 0                               | ?                               | ?                               | 23+      | 3      | ?           | ?          |
| F. Corigliano | 27       | 1       | ?           | ?          | ?                               | 0                               | ?                               | ?                               | 27+      | 1      | ?           | ?          |
| E. Coscia     | 0        | 0       | 0           | 0          | ?                               | 0                               | ?                               | ?                               | 0+       | 0      | 0+          | 0+         |
| L. Di Giaimo  | 2        | 0       | ?           | ?          | ?                               | 0                               | ?                               | ?                               | 2+       | 0      | ?           | ?          |
| L. Lambiase   | 1        | 0       | ?           | ?          | ?                               | 0                               | ?                               | ?                               | 1+       | 0      | ?           | ?          |
| V. Lavino     | 25       | 4       | ?           | ?          | ?                               | 0                               | ?                               | ?                               | 25+      | 4      | ?           | ?          |
| D. Masuzzo    | 22       | 1       | ?           | ?          | ?                               | 2                               | ?                               | ?                               | 22+      | 3      | ?           | ?          |
| G. Peviani    | 11       | 0       | ?           | ?          | ?                               | 0                               | ?                               | ?                               | 11+      | 0      | ?           | ?          |
| F. Pezzato    | 7        | 2       | ?           | ?          | ?                               | 0                               | ?                               | ?                               | 7+       | 2      | ?           | ?          |
| G. Pigozzi    | 37       | 0       | ?           | ?          | ?                               | 0                               | ?                               | ?                               | 37+      | 0      | ?           | ?          |
| F. Pozzobon   | 28       | 1       | ?           | ?          | ?                               | 1                               | ?                               | ?                               | 28+      | 2      | ?           | ?          |
| M. Santucci   | 34       | 3       | ?           | ?          | ?                               | 0                               | ?                               | ?                               | 34+      | 3      | ?           | ?          |
| E. Sironi     | 1        | 0       | ?           | ?          | ?                               | 0                               | ?                               | ?                               | 1+       | 0      | ?           | ?          |
| F. Stanzione  | 4        | 0       | ?           | ?          | ?                               | 0                               | ?                               | ?                               | 4+       | 0      | ?           | ?          |
| G. Stellone   | 13       | 2       | ?           | ?          | ?                               | 1                               | ?                               | ?                               | 13+      | 3      | ?           | ?          |
| N. Sonetti    | 15       | 0       | ?           | ?          | ?                               | 0                               | ?                               | ?                               | 15+      | 0      | ?           | ?          |
| V. Urbani     | 37       | 0       | ?           | ?          | ?                               | 0                               | ?                               | ?                               | 37+      | 0      | ?           | ?          |
| G. Valsecchi  | 36       | -27     | ?           | ?          | ?                               | -?                              | ?                               | ?                               | 36+      | -27+   | ?           | ?          |
| L. Vatieri    | 27       | 3       | ?           | ?          | ?                               | 0                               | ?                               | ?                               | 27+      | 3      | ?           | ?          |

## Giovanili

### Organigramma
Fonte
- Allenatore Berretti: Mario Saracino

### Piazzamenti
- Berretti:
  - Campionato: